# Lew Tieplicki
Lew Dawidowicz Tieplicki, ros. Лев Давидович Теплицкий (ur. 15 marca 1862 roku w Odessie, zm. w 1949 roku w Paryżu) – rosyjski działacz rewolucyjny, emigracyjny działacz kulturalno-społeczny i związkowy, pisarz i publicysta, muzyk.
Od początku lat 80. XIX wieku był członkiem Narodnoj Woli. Został aresztowany, po czym skazano go na karę zsyłki. Po powrocie do Odessy pisał artykuły do prasy miejscowej. Następnie przeniósł się do Moskwy, gdzie współpracował z gazetą „Rannieje utro” i czasopismem „Rampa i żyzń”. W 1919 roku został członkiem Moskiewskiego Związku Zawodowego Pisarzy. W 1921 roku wyjechał do Polski. Pisał artykuły do pisma „Za swobodu”. W 1923 roku zamieszkał w Berlinie, gdzie współpracował z gazetą „Dni”. W połowie lat 20. przybył do Francji. W 1927 roku uczestniczył w nadzwyczajnym zjeździe Związku Zawodowego Rosyjskich Działaczy Scenicznych i Kinematograficznych, na którym wybrano go do kierownictwa organizacji. Współtworzył w 1928 roku przy Związku Rosyjski Teatr Ludowy, stając na jego czele. Występował publicznie jako wiolonczelista na koncertach i wieczorkach. Działał w szeregu organizacji literacko-artystycznych. Był autorem powieści historycznych pt. „Iudieja” (1933) i „Irod” (1934). W latach 30. pisał artykuły do pism „Swoboda” i „Czisła”.